# Claude Appay
Pour les articles homonymes, voir Appay.
Claude Appay, né le 3 octobre 1819 à Saint-Sulpice-les-Feuilles et mort le 10 juin 1871 à Paris, est un auteur dramatique français.

## Biographie
Ses pièces ont été représentées au théâtre des Folies-Dramatiques et au théâtre Beaumarchais. Il devient en 1861 administrateur général du théâtre de la Porte-Saint-Martin.
« Négociant en nouveautés », il meurt à Paris 14e, 52 avenue de Châtillon, le 10 juin 1871.

## Œuvres
- 1859 : Le Merle blanc, vaudeville en un acte, mêlé de couplets, avec Eugène Pick, Paris, théâtre Beaumarchais, 10 novembre
- 1860 : Maître Cabochard, vaudeville en un acte, avec Delmare (pseudonyme de Jean-Louis-Auguste Commerson, théâtre des Folies-Dramatiques, 21 janvier
- 1860 : La Vente à l'encan, vaudeville en un acte, théâtre Beaumarchais
- 1860 : Le Quinze août en Savoie, vaudeville en un acte, théâtre Beaumarchais, 15 août
- 1862 : Historiette, comédie-vaudeville en un acte, avec Henri Auger de Beaulieu et Auguste Blangy (musique), théâtre Beaumarchais, 20 octobre
- 1862 : Le Quinze août ou les Deux bouquets, vaudeville en un acte, avec Alexandre-Marie Maréchalle, théâtre Beaumarchais, 15 août